# Thymus
- Commons
- Wikispecies

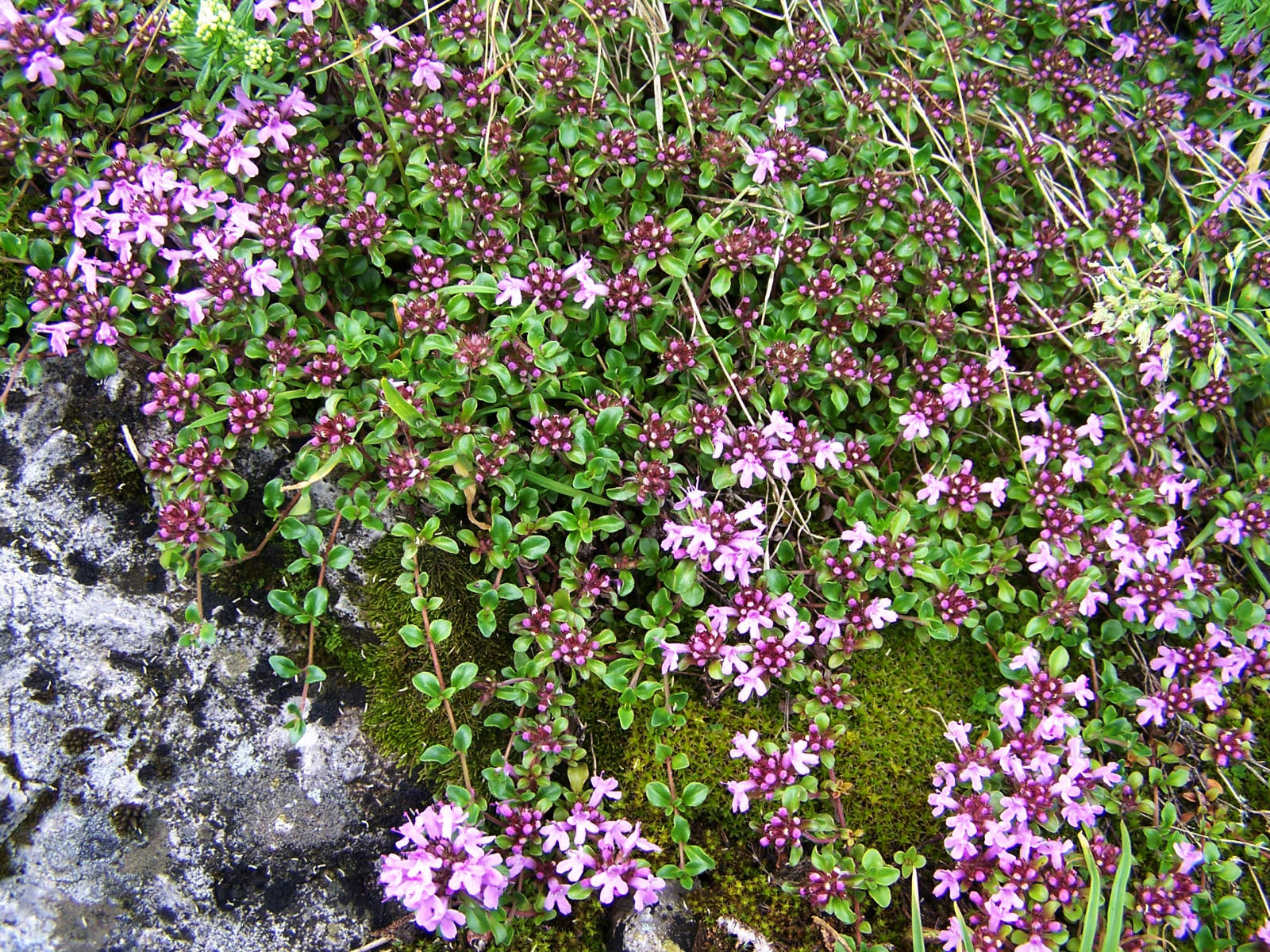
Thymus alpestris.

Thymus L. é um gênero botânico da família Lamiaceae, plantas nativas da Europa, norte da África e Ásia.
Tomilho é o nome comum da erva aromática da espécie Thymus vulgaris. O tomilho é muito utilizado na culinária com base ou fusão com a cozinha europeia e mediterrânica. Por exemplo, ela é utilizada em sopas, assados, queijos aromatizados, molhos de salada (vinagretes), etc. Juntamente com orégão e gergelim forma a base do za'atar, tempero bastante prevalecente na culinária árabe.

## Espécies
O género possui cerca de 350 espécies, incluindo:
- Thymus adamovicii
- Thymus altaicus
- Thymus amurensis
- Thymus boissieri
- Thymus bracteosus
- Thymus broussonetii
- Thymus caespititius
- Thymus camphoratus
- Thymus capitatus
- Thymus capitellatus
- Thymus camphoratus
- Thymus carnosus
- Thymus cephalotus
- Thymus cherlerioides
- Thymus ciliatus
- Thymus cilicicus
- Thymus cimicinus
- Thymus citriodorus
- Thymus comosus
- Thymus comptus
- Thymus curtus
- Thymus decussatus
- Thymus disjunctus
- Thymus doerfleri
- Thymus glabrescens
- Thymus herba-barona
- Thymus hirsutus
- Thymus hyemalis
- Thymus inaequalis
- Thymus integer
- Thymus lanuginosus
- Thymus leucospermus
- Thymus leucotrichus
- Thymus longicaulis
- Thymus longiflorus
- Thymus mandschuricus
- Thymus marschallianus
- Thymus mastichina
- Thymus membranaceus
- Thymus mongolicus
- Thymus montanus
- Thymus moroderi
- Thymus nervulosus
- Thymus nummularis
- Thymus odoratissimus
- Thymus pallasianus
- Thymus pannonicus
- Thymus praecox
- Thymus proximus
- Thymus pseudolanuginosus
- Thymus pulegioides
- Thymus quinquecostatus
- Thymus richardii
- Thymus serpyllum
- Thymus sibthorpii
- Thymus striatus
- Thymus thracicus
- Thymus villosus
- Thymus vulgaris
- Thymus zygis

## Classificação do gênero
| Sistema | Classificação                        | Referência               |
| ------- | ------------------------------------ | ------------------------ |
| Linné   | Classe Didynamia, ordem Gymnospermia | Species plantarum (1753) |